# Anatole Hugot
Just, Louis, Anatole  Hugot, né le 3 avril 1836 à Montbard (Côte-d'Or) et mort le 11 octobre 1907 à Montbard, est un homme politique français.

## Biographie
Fils d'un négociant, il suit des études de droit et prend la suite de son père comme négociant en vin. Il est le gendre d'Antoine Maire, député et maire de Montbard. Il est maire de Montbard de 1871 à 1873, révoqué de ses fonctions en raison de sa fidélité à l'idéal républicain après la chute de Thiers. Il se fait alors élire conseiller d'arrondissement de Semur-en-Auxois.
Il est député de la Côte-d'Or de 1876 à 1885, inscrit au groupe de la Gauche républicaine. Il s'oppose à l'Ordre Moral du maréchal Mac Mahon. Il fait partie des 363 qui refusent la confiance au gouvernement de Broglie, le 16 mai 1877. Il est sénateur de la Côte-d'Or de 1885 à 1907. Il est secrétaire du Sénat de 1889 à 1892, et questeur de 1906 à 1907. Redevenu maire de Montbard en 1904, il y meurt le 11 octobre 1907.
Une rue de Montbard porte son nom.